# AV-105
La AV-105 (antigua C-610) es una carretera autonómica de Castilla y León (España), cuyo recorrido transcurre por la provincia de Ávila.

## Características

Cajetín de la vía

Parte de la CL-510, en las cercanías de Arevalillo, pasa cerca de Zapardiel de la Cañada, de Martínez, de Diego del Carpio, de San Miguel de Serrezuela, atraviesa el río Gamo poco antes de enlazar con la AV-110, para llegar al límite de la provincia de Salamanca, donde como SA-105 va camino de Macotera y de Peñaranda de Bracamonte.
Tiene una longitud total de 20,185 km.